# Paolo Isotta
Paolo Isotta est un critique musical, journaliste et écrivain italien né à Naples le 18 octobre 1950 et mort dans la même ville le 12 février 2021.

## Biographie
Paolo Isotta a été le critique musical du Corriere della Sera (1980-2015). Il a collaboré à plusieurs magazines tels que Il Giornale et Il Tempo. Il est considéré comme l'un des plus célèbres critiques de musique italien,. Un article de Paolo Isotta a été publié dans la revue Nouvelle École.

## Œuvres
- I sentieri della musica, Arnoldo Mondadori Editore, 1978
- Il ventriloquo di Dio: Thomas Mann e la musica nell'opera letteraria, Rizzoli, 1983
- Le ali di Wieland, Rizzoli, 1984
- Protagonisti della musica, Longanesi, 1988
- Victor De Sabata: un compositore, Edizioni Teatro alla Scala, 1992
- Omaggio a Renata Tebaldi, Edizioni Teatro alla Scala, 2002
- La virtù dell'elefante, Marsilio Editori, 2014
- Altri canti di Marte, Marsilio Editori, 2015
- Jérusalem : Verdi et la persécution de l'honneur, Opéra royal de Wallonie, 2017
- Il canto degli animali (I nostri fratelli e i loro sentimenti in musica e in poesia), Marsilio, Venise, 2017
- La dotta lira (Ovidio et la musica), Marsilio, Venise, 2018
- Verdi a Parigi, Marsilio, 2020

## Distinction
- Médaille d'or pour mérites dans le domaine de la culture et de l'art, Rome, 20 avril 2006[6].